# Bothrops marajoensis
Bothrops marajoensis este o specie de șerpi din genul Bothrops, familia Viperidae, descrisă de Hoge 1966. Conform Catalogue of Life specia Bothrops marajoensis nu are subspecii cunoscute.